# روب فولاند
روب فولاند (بالإنجليزية: Rob Folland)‏ هو لاعب كرة قدم ومدرب كرة قدم بريطاني في مركز الهجوم، ولد في 16 سبتمبر 1979 في سوانزي في المملكة المتحدة. لعب مع أكسفورد يونايتد.

## وصلات خارجية
- روب فولاند على موقع قاعدة بيانات كرة القدم.إي يو (الإنجليزية)
- روب فولاند على موقع Soccerbase.com (لاعب) (الإنجليزية)